# Ндоу, Бекир
Бекир Ндоу (алб. Beqir Ndou; 19 января 1919, Шёнгёргь, Тропоя, Княжество Албания — 17 декабря 1995, Гри, Республика Албания), также Бекир Ндуэ Соколи (алб. Beqir Ndue Sokoli) — албанский коммунист, член ЦК АПТ, полковник АНА, в 1948—1949 — заместитель министра внутренних дел НРА, директор Сигурими. Участвовал в репрессиях, но пытался смягчить политику Энвера Ходжи и Мехмета Шеху. В 1951 арестован и приговорён к тюремному заключению. В 1980 вновь осуждён за «антигосударственную пропаганду». Выступал за присоединение Косово к Албании. Скончался после падения коммунистического режима.

## Коммунист-партизан
Родился в семье племенного авторитета мертури из округе Тропоя. Географически и исторически эти места относятся к региону Никай-Мертур на севере Албании. Жители Никай-Мертур издавна были известны военно-демократическим строем, свободолюбием, непризнанием государственной власти, приверженностью традиционным ценностям. Их также отличала большая веротерпимость — мусульмане и католики могли быть в одной семье.
Начальную школу Бекир окончил при мечети в Буяне. Ндуэ Соколи, отец Бекира Ндоу, был знаком с поэтом, фольклористом, драматургом и издателем Эрнестом Колики, идеологом албанского национализма (в период итальянской оккупации Колики был видным деятелем Албанской фашистской партии, возглавлял министерство образования и совет фашистских корпораций). Обратив внимание на Бекира, в 1936 Колики убедил его поступить в католическую гимназию Шкодера.
В гимназии Бекир Ндоу проникся коммунистическими взглядами. Был арестован полицией, но освобождён за недостатком улик. В 1940 был исключён за избиение преподавателя, уличённого в доносах. В 1941 одним из первых вступил в Коммунистическую партию Албании (КПА, с 1948 — Албанская партия труда, АПТ). Сотрудничал с Ритой Марко, Кемалем Стафой, Кристо Темелько. Вновь арестовывался, но был освобождён под залог и поручительство отца. Основал коммунистические группы в своих родных местах — горных краях Никай-Мертур и Джяковица.
Занимал командные должности в партизанской НОАА, был комиссаром оперативного штаба в Тропое. Участвовал в боях с итальянскими, потом немецкими оккупантами. Установил связи с черногорскими партизанскими отрядами, Компартией Югославии и НОАЮ. В то же время, при коммунистических взглядах, Бекир Ндоу был убеждён в принадлежности Косово Албании. Считал присоединение Косово важной задачей албанского коммунизма. Участвовал в Буянской конференции 1943/1944, где принималось решение о послевоенном присоединении к Албании Косово и Метохии.
С 1945 Бекир Ндоу был женат на активистке национального движения. В браке имел сына и дочь.

## Офицер и директор Сигурими
После прихода КПА к власти в ноябре 1944 Бекир Ндоу был назначен начальником Директората народной защиты (DMP) в в округах Тропоя и Кукес, затем в Пешкопии. С 1946 DMP был преобразован в Сигурими — службу госбезопасности НРА/НСРА. Бекир Ндоу был сторонником Энвера Ходжи, служил под командованием Хаджи Леши, участвовал в подавлении антикоммунистической оппозиции и вооружённого повстанческого движения. Однако отмечалось, что Бекир Ндоу пытался по возможности избегать кровопролития, не допускать произвольных арестов, содержать арестованных и пленных, в том числе партизан-националистов Бали Комбетар, в более-менее терпимых условиях. Его позиция рассматривалась как «справедливая» и «не репрессивная». За это Ндоу подвергался критике со стороны фанатичных ходжаистов.
В ноябре 1948 прошёл I съезд АПТ. Были приняты решения о разрыве с Югославией. Несколько ранее отстранён от руководства МВД (и вскоре повешен) лидер проюгославской фракции Кочи Дзодзе. Бекир Ндоу был введён в состав ЦК и назначен заместителем нового министра внутренних дел Мехмета Шеху. В ведении Ндоу находились органы госбезопасности, по должности он был назначен директором Сигурими. 
В августе 1949 Ндоу участвовал в организации арестов, депортаций и казней в Мирдите после убийства боевиками Горного комитета партийного секретаря Бардока Бибы. С другой стороны, вместе с группой офицеров Ндоу подал на имя Шеху рапорт о недопустимости пыточных методов следствия. На словах Шеху отреагировал позитивно, но вскоре Ндоу был снят с поста в Сигурими. В звании полковника переведён на руководство армейским политуправлением.

## Аресты и сроки

### По делу Сали Ормени
В конце февраля — начале марта 1951 полковник Ндоу участвовал в военных учениях в Красте (Эльбасан). 2 марта был найден мёртвым начальник албанской полиции подполковник Сали Ормени — личный друг Бекира Ндоу, с которым он общался за день до гибели. Ситуация осложнялась тем, что неделей ранее произошло бессудное убийство группы оппозиционеров в Тиране.
Бекир Ндоу был арестован. После полугодового пребывания в тюрьме его доставили на заседание ЦК АПТ. Энвер Ходжа допрос: «Что за тайны были между вами? Расскажи и успокойся». Ндоу держался стойко, даже с иронией. Он вспомнил: Ормени сказал, что бросает курить, дабы беречь здоровье. После чего многозначительно добавил: «Кто бросает курить, тот сам себя не убьёт».
В итоге Сали Ормени был объявлен «врагом партии», а Бекир Ндоу в декабре 1951 приговорён к 3 годам заключения. (В обвинительном заключении упоминалась «защита врагов» — таким образом, ему предъявлялось гуманное отношение к арестованным.) Столь мягкий по меркам ходжаизма приговор объяснялся не только очевидной непричастностью Ндоу к гибели Ормени, но и тем фактом, что Ндоу решительно дистанцировался от политических интриг и служебной конкуренции, избегал любого группирования. Его приверженность коммунистической идеологии и правящему режиму Ходжи не вызывала сомнений.

### По «антигосударственной пропаганде»
После отбытия заключения Бекир Ндоу работал бригадиром на стройке в Мемаляе (округ Гирокастара), потом был директором гостиницы во Влёре, заместителем директора и охранником топливного предприятия в Дурресе. Находился под плотным надзором Сигурими, подвергался специальным проверкам. 
В 1959 Тиранский комитет АПТ, во главе которого стояла Фикрете Шеху, упомянул Ндоу в негативном контексте — как одного из неблагонадёжных представителей органов госбезопасности (наряду с такими фигурами, как Васка Колеци, Нести Керенджи и даже Михалак Зичишти, на тот момент директор Сигурими). Организационно-инспекционное управление ЦК также упоминало Ндоу в закрытом отчёте за подписью Лири Белишовой, но данная справка была составлена в довольно снисходительной к Ндоу тональности.
В 1976 Бекир Ндоу вышел на пенсию. Проживал в Дурресе. В 1980 вновь был арестован Сигурими. На этот раз ему вменялась «антигосударственная пропаганда» — в частных разговорах Ндоу высказывался в том смысле, что севером Албании управляют южные земляки Ходжи, что Косово по вине Ходжи осталось во владении Тито. Был приговорён к 10 годам заключения, но помилован и освобождён в 1982.

## Последние годы
После падения коммунистического режима вернулся в родные места, жил в Тропое. Пользовался уважением земляков, его называли «самым могущественным тропоянцем за полвека». До конца жизни Бекир Ндоу выступал за присоединение Косово к Албании. Ссылался на невыполненные решения Буянской конференции, упрекал Европу в предвзятости к албанцам.
В современной Албании отношение к Бекиру Ндоу остаётся двойственным. С одной стороны, он оценивается как искренний патриот, его служба коммунистическому режиму — как вынужденная в условиях «титовской угрозы». Такая позицию выражена в книге историка Марка Пальникая Beqir Ndou: për luftën Antifashiste Nacionalçlirimtare në Malësinë e Gjakovës, në Kosovë dhe për konferencën e Bujanit — Бекир Ндоу: в антифашистской национально-освободительной войне в Малесии, в Косове и на Буянской конференции. Другие авторы причисляют Ндоу к коммунистическим преступникам.